# Alfréd Kemény
Alfréd Kemény (geboren 1895 in Neusatz/Novi Sad/Újvidék, Österreich-Ungarn; gestorben August 1945 in Budapest) war ein ungarisch-österreichischer Künstler, Kunsttheoretiker und Kritiker.

## Leben
Alfréd Kemény studierte Rechtswissenschaft und Kunstgeschichte in Budapest. In den Jahren 1918 und 1919 war er Mitarbeiter der Literatur- und Kunstzeitschrift MA. Nach dem Zusammenbruch der Räterepublik in Ungarn ging er zunächst nach Wien und 1921 nach Berlin.
Zur Zeit der Weimarer Republik gehörte Kemény in Berlin der künstlerisch-intellektuellen Avantgarde an. 1922 veröffentlichte er gemeinsam mit László Moholy-Nagy das Manifest "dynamisch-konstruktives kraftsystem" und war ein Pionier der kinetischen Plastik. 1923 folgte das Manifest "Nyilatkozat" (Statement), gemeinsam mit Moholy-Nagy, Ernst Kallai und Laszlo Peri., das sich der Kunst des "Prolet-Kult" widmete. Er war Mitarbeiter von Egység (deutsch Einheit), einer von Aladár Komját herausgegebenen Zeitschrift von emigrierten ungarischen Revolutionsschriftsteller. 1924 trat er der Kommunistischen Partei Deutschlands (KPD) bei, gehörte fortan der von George Grosz und John Heartfield geführten Künstlervereinigung Rote Gruppe an und war unter dem Pseudonym Durus als Feuilletonist der Tageszeitung Die Rote Fahne tätig. Als solcher war er ein aufmerksamer Beobachter der Entwicklung der modernen Architektur. In einem Artikel aus dem August 1930 unterschied er so vier Gruppen von "fortschrittlichen Architekten des kapitalistischen Deutschland": "Erstens Architekten, die keine Arbeit haben, wie Hilberseimer. Zweitens Architekten, die im Dienste der deutschen Bourgeoise geneigt sind, ihre eigenen radikalen Grundsätze in der Praxis zu verleugnen, wie Gropius und Mies van der Rohe. Drittens der Typus Ernst May ["beileibe kein Kommunist, hat erkannt, daß die Verwirklichung der Bauaufgaben im Rahmen der kapitalistischen Anarchie außerordentlich begrenzt sind"]. Viertens der wertvollste und im sozialen positivste Typus, dessen hervorragender Vertreter in Deutschland der von der Kulturreaktion aus dem Bauhaus verjagte [...] Hannes Meyer ist."
1933 emigrierte er in die Tschechoslowakei und 1935 in die Sowjetunion. Von 1935 bis 1937 war er Sekretär des Internationalen Büros der revolutionären bildenden Künstler. Kemény überlebte die stalinistischen Säuberungen und nahm als Offizier der Roten Armee am Zweiten Weltkrieg teil.
Wenige Monate nach dem Ende des Zweiten Weltkrieges in Europa verstarb Kemény in Budapest.

## Schriften
- Das dynamische Prinzip der Welt-Konstruktion im Zusammenhange mit der funktionellen Bedeutung der konstruktiven Gestaltung. In: Der Sturm. Nr. 14. Verlag der Sturm, Berlin 1923, S. 62–64.
- Jegyzetek az orosz mũvészek berlini kiállitáshoz in: Egység, February 1923-
- Die abstrakte Gestaltung vom Suprematismus bis heute in: Das Kunstblatt, 1924, Heft 8.

Zum Bauhaus in Die Rote Fahne, u. a.:
- Großzügiges Bauen nur noch in der Sowjetunion möglich. Architektur und Kulturreaktion, Die Fälle Hannes Meyer und Ernst May, in: Die Rote Fahne, 8. August 1930.
- Bauhaus in Gefahr. „Zucht und Moral“ gegen fortschrittliche Gestaltung, Mies van der Rohe, der neue Leiter, in: Die Rote Fahne, 28. September 1930.
- Faschisten gegen Bauhaus. Mies van der Rohe für faschistischen Kurs in: Die Rote Fahne, 5. Juni 1932.